# Райзингер, Дан
Дан Райзингер (ивр. דן ריזינגר‎;
3 августа 1934, Канижа, Королевство Югославия — 26 ноября 2019, Гиватаим) — израильский художник-график, дизайнер и скульптор. Один из основателей израильского графического дизайна, автор дизайна основных израильских военных наград и ряда почтовых марок, эмблем Маккабиад, логотипов ряда ведущих израильских компаний, израильского павильона на Всемирной выставке 1967 года. Член AGI и нью-йоркского Клуба арт-директоров, лауреат Премии Израиля (1998), кавалер Рыцарского креста ордена Заслуг (Венгрия).

## Биография
Дан Райзингер родился в 1934 году в Каниже (Королевство Югославия) в еврейской семье. Его родители занимались росписью частных и публичных зданий. Когда после начала Второй мировой войны его город был оккупирован венгерскими войсками, и через год отец Дана был в принудительном порядке направлен в трудовые батальоны, где и умер. Когда в 1944 году гитлеровская Германия установила прямой контроль над Венгрией, включая ранее занятые этой страной территории, Дана и его мать укрывали у себя сербские семьи.
В 1949 году 15-летний Дан с матерью и отчимом репатриировался в недавно получивший независимость Израиль. Там юноша на первых порах работал маляром, но мечтал о профессии в области изобразительного искусства. В 1950 году 16-летнего Райзингера приняли в школу искусств «Бецалель», на отделение прикладной графики. На тот момент он оказался самым молодым студентом академии «Бецалель». В 1953 году за плакат «Из города в деревню» Райзингер был удостоен премии Штрука — награды, присуждаемой лучшему студенту «Бецалеля».
По окончании учёбы Райзингер был призван в Армию обороны Израиля, где возглавлял отдел публикаций и наглядной агитации ВВС. Закончив службу, он отправился в Европу, чтобы продолжить художественное образование. После полутора лет работы графическим дизайнером в Брюсселе Райзингер добрался до Лондона, где изучал сценографию и текстильный рисунок в Центральной школе искусств и дизайна. Благодаря знавшего его по Израилю британскому художнику-дизайнеру Абраму Геймсу он познакомился с такими авторитетами в области дизайна как Джордж Хим и Фредерик Хенрион. С 1958 года Райзингер работал как дизайнер-фрилансер попеременно в Лондоне, где среди его клиентов была британская Общая почтовая служба, и Тель-Авиве. В Лондоне он познакомился со своей будущей женой Аннабель и в 1960 году они поженились.
Со временем Райзингер окончательно перебрался в Тель-Авив. На первых порах он работал в творческой студии Таля Ариэли, но вскоре открыл собственную студию, в первую очередь специализировавшуюся на создании рекламных плакатов. Среди его клиентов были государственные организации и учреждения и крупные частные компании. К 1970 году Райзингер завоевал достаточную международную известность, чтобы быть принятым в две эксклюзивных профессиональных ассоциации — Alliance Graphique Internationale (AGI) и нью-йоркский Клуб арт-директоров. Персональные выставки художника проходили в различных городах Израиля, в Музее прикладного искусства в Будапеште, Музее плаката в Варшаве и Академии изящных искусств в Пекине.
В 1998 году Райзингер первым среди художников-дизайнеров стал лауреатом Премии Израиля. В 2004 году он был произведён в кавалеры Рыцарского креста венгерского ордена Заслуг в признание его заслуг в развитии израильско-венгерских культурных связей. Его имя включено в Зал славы мастеров XX века Международного совета ассоциаций по графическому дизайну (ИКОГРАДА). Дан Райзингер умер в конце 2019 года в Гиватаиме, оставив после себя жену и троих сыновей. Похоронен на Новом кладбище в Рамат-ха-Шароне.

## Творчество
Дан Райзингер вырос в семье, три поколения которой занимались оформлением общественных зданий и домов зажиточных людей, и учился декораторскому искусству с детства. С самого начала учёбы в академии «Бецалель» он отказался от популярной в то время в изобразительном искусстве Израиля «палестинской» цветовой палитры, основанной на сочетаниях оранжевого, голубого и хаки. Вместо этого основными цветами его работ надолго стали жёлтый, красный и синий. Он также был сторонником традиционных методов работы, предпочитая кисть популярному у его израильских коллег распылителю краски. В своём стиле он ещё со времён учёбы в «Бецалеле» использовал идеи Баухауса — для работ Райзингера характерны яркие цвета, смелые линии и ясный смысл. Позже, в Брюсселе и Лондоне, Райзингер познакомился со школой тотального дизайна, также оказывавшей в дальнейшем влияние на его стиль. В своём творчестве Райзингер прибегал, среди прочего, к средствам коллажа и оп-арта; в целом исследователи относят его к числу поздних модернистов.
Первый плакат Райзингера (рекламирующий национальную лотерею) был напечатан в 1953 году, когда он ещё учился в академии «Бецалель». Другая его студенческая работа, плакат «Из города в деревню», получила премию Штрука, вручаемую этой академией. Первого серьёзного международного успеха он добился в 1958 году, когда его работа завоевала первое место в конкурсе на лучший плакат для павильона науки Всемирной выставки в Брюсселе. После этой победы он был привлечён в команду по разработке дизайна израильского павильона для этой выставки.
В Израиле Райзингер создал более 150 товарных знаков и логотипов для различных компаний и организаций, включая новый логотип компании «Эль-Аль» в 1971 году (переработка оригинальной идеи Отто Троймана и Джорджа Хима), символику компаний «Тева», «Делек», «Тамбур», «Искар», театра «Габима», Тель-Авивского музея изобразительных искусств и Института национального страхования. Между 1962 и 1996 годами он стал автором семи израильских почтовых марок, и им же был разработан дизайн всех трёх высших израильских военных наград — медалей «За героизм», «За отвагу» и «За отличие». Им разработана символика семи Маккабиад.

Дизайнерские работы Дана Райзингера
Логотип компании «Эль-Аль»
Логотип Израильских железных дорог
Герб города Явне
Логотип компании «Искар»
Логотип компании «Тева»

В 1987 году Райзингер разработал дизайн календаря по заказу нью-йоркского Музея современного искусства; этой работой он, по словам Бориса Трофимова, «перевернул представление о календаре как об объекте графического дизайна, вышел в третье измерение и включил зрителя в игру». За основу была взята идея вечного календаря. Владелец сам устанавливает дату и составляет новую цветную композицию, используя 6 листов пластика с прорезями и отверстиями простых форм, окрашенных в разные цвета с каждой стороны. Подсчитано, что с помощью этого инвентаря можно получить 46 тысяч разных орнаментов. Широко известны серии плакатов Райзингера, выполненных для театра «Габима» и международных рейсов компании «Эль-Аль». В жанре политического плаката международную известность в конце 1960-х годов получил плакат Райзингера «Let my people go» (с англ. — «Отпусти народ мой»), посвящённый праву на выезд советских евреев; другой известный политический плакат этого автора направлен против гонки ядерных вооружений. Им же в 1994 году создан плакат, посвящённый мирному договору между Израилем и Иорданией.

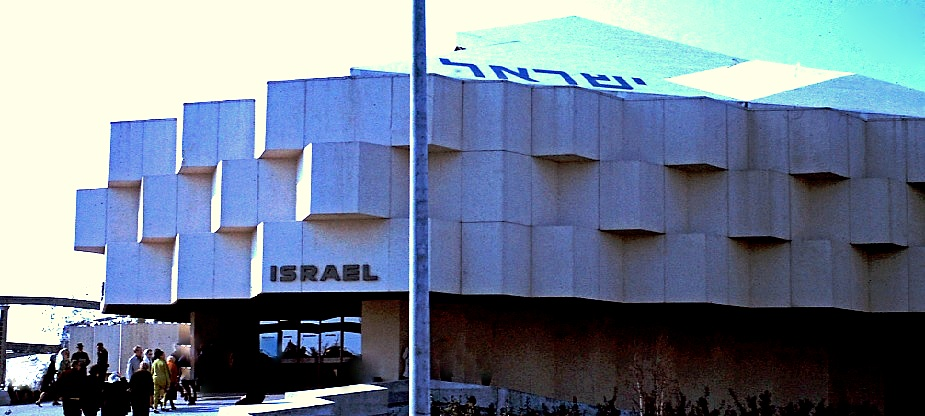
Израильский павильон на Всемирной выставке 1967 года

Райзингер занимался и более масштабными, прикладными дизайнерскими проектами. Он был дизайнером израильского павильона на Всемирной выставке 1967 года, участвовал в оформлении набережной Тель-Авива, Бар-Иланского университета, а в сотрудничестве с архитектором Дорой Гад работал над оформлением внутреннего пространства лайнеров Boeing 747 для компании «Эль-Аль» и магазинов сети «Машбир».

Важное место в творчестве Райзингера занимала тема памяти о Катастрофе европейского еврейства, в том числе увековеченная в монументальных формах. На площади Телеки в Будапеште установлен созданный им памятник жертвам венгерских «трудовых батальонов», а в израильском музее Яд ва-Шем — 50-метровая Стена памяти с металлической рельефной надписью. Для работ, выполненных для музея Яд ва-Шем, Райзингер не использовал цвет — с его точки зрения, раскрашивание в этом случае было неуместно. Тему истории духовной и физической борьбы еврейского народа за независимость Райзингер раскрыл в 1977 году в серии почтовых открыток «Огненные свитки», сопровождающихся отрывками текстов Аббы Ковнера.
К ретроспективе творчества Дана Райзингера, прошедшей в 2017 году в Музее Израиля, был приурочен выход в свет монографии об этом художнике. Книга была выпущена на иврите и в дальнейшем переведена на другие языки. Альбом, посвящённый творчеству Райзингера, выпущен также Пекинским университетом в 2001 году. Этот альбом открывал серию «Великие мастера мирового графического дизайна». Ещё одна книга о творчестве Райзингера издана на русском языке.